# 松原権四郎

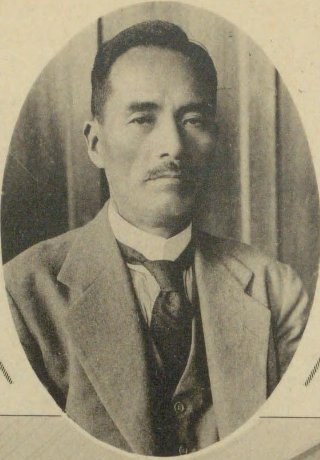
松原権四郎

松原 権四郎（まつばら ごんしろう、1883年（明治16年）9月10日 - 1933年（昭和8年）5月17日）は、日本の内務・警察官僚。官選青森県知事、高松市長。

## 経歴
後の香川県那珂郡六郷村上金倉（現丸亀市）出身。第六高等学校を卒業。1908年（明治41年）京都帝国大学法科大学を卒業。同年11月、文官高等試験行政科試験に合格。司法省に入省。一年志願兵として歩兵第43連隊に入隊し、二等計手まで昇進して除隊。1910年（明治43年）内務省に転じ長崎県警部となる。
以後、長崎県属兼警部、同警察部保安課長、高知県理事官兼視学官、山口県警察部長、愛知県警察部長、岩手県内務部長、静岡県内務部長、神奈川県内務部長などを経て、1924年（大正13年）6月、京都府内務部長に就任。
1924年6月24日、京都府内務部長に在任10日で青森県知事に発令された。1925年（大正14年）9月、加藤高明内閣の成立により休職。1926年（大正15年）1月に退官した。その後、京都市助役を経て、1929年（昭和4年）1月から1933年（昭和8年）1月まで高松市長を務めた。